# ۲۶ فوریه
۲۶ فوریه در تقویم گرگوری، پنجاه و هفتمین روز سال است. ۳۰۸ روز (در سال‌های کبیسه ۳۰۹روز) تا پایان سال باقی است.

## رویدادها
- ۷۴۷ (پیش از میلاد)؛نبونصر پادشاهی جدید را در بابل بنا نهاد.

## درگذشتگان
- ۱۹۷۱ - قدری طوقان، نویسنده و سیاستمدار فلسطینی. [۱]

## زادروزها
- ۱۱۸۶ - بهاءالدین زهیر، شاعر عربی مصری.
- ۱۷۱۵ - کلود آدرین هلوسیوس، فیلسوف و ادیب فرانسوی.
- ۱۸۰۲ - ویکتور هوگو، رمان‌نویس، شاعر و هنرمند فرانسوی.
- ۱۹۴۷ - مها بیرقدار،  شاعر و نقاش سوری-لبنانی. [۲]
- ۱۹۵۰ - هلن کلارک، نخست‌وزیر پیشین نیوزلند.
- ۱۹۹۱ سی ال، رپر کره‌ای.